# 전한 경제
한 효경황제 유계(漢 孝景皇帝 劉啓, 기원전 188년 ~ 기원전 141년)는 전한의 제6대 황제로, 문제(文帝)의 장남이며 어머니는 효문황후(孝文皇后)이다. 아버지와 마찬가지로 한 왕조의 기반을 다지고 선정을 행하여 「문경지치(文景之治)」라 불리는 성세를 닦았다.
또한 후한 왕조의 창시자인 광무제와 삼국 시대의 촉의 창시자 유비는 자신들의 조상을 경제의 태자라고 칭했다.

## 생애

### 치세 초기까지
《사기》 외척세가(外戚世家)에 따르면 경제는 문제의 제5황자로 태어났는데, 형 네 사람이 모두 문제가 대나라 왕으로 있을 때에 일찍 사망하고 기원전 180년 아버지가 황제에 올라 생모 두씨가 문제의 정실로 승격되면서 문제의 적자(嫡子)가 되었다. 유학을 배우면서도 한편으로 어머니 두씨로부터 도교를 배웠다. 황태자 시절 오왕(吳王) 비(濞)의 세자 현(賢)과 바둑을 두다가 자신이 지게 되자 한 수 물러달라고 했다가 세자가 거절하자, 홧김에 바둑판을 집어던져 그를 죽여버리고 말았는데, 이 문제로 한의 중앙 정부와 오왕의 관계가 냉랭해졌으나 문제의 정치적 배려로 사태는 겨우 수습되었으며, 훗날 오초칠국의 난의 한 원인이 되었다.
기원전 157년에 황제로 즉위하였다. 경제의 정치는 기본적으로 아버지 문제의 정치를 이어받아 소극적인 외교정책과 검약에 힘쓴다는 것이었다. 또한 중농 정책을 펼치고 세금을 줄이는 등 사회 안정을 실현시켰다(당시 기록에 따르면 한조의 인구 90%가 농업에 종사하였다). 이러한 경제의 치세를 문제의 치세와 함께 「문경지치」로 칭송하기도 한다.

### 오초칠국의 난
경제의 치세에, 한의 황족·종족(宗族)으로서 봉해진 유씨의 제후왕(諸侯王)이 그 영내의 징세와 관리 임명권 등을 장악하여 그들의 분국(分國)은 거의 반(半) 독립국의 양상을 띠고 있었다. 조정은 단지 제후국의 승상(丞相)만을 임명할 뿐이었다. 문제 때부터 그들에 대한 대책이 마련되기 시작했지만 대응은 소극적인 데에 그쳤고(문제 자신부터가 제후왕 출신으로서 황제가 되었다) 근본적인 대책은 미루어지고 있었다. 기본적으로 아버지 문제의 방침을 이어받으면서도 분국 문제에 대해서만은 어사대부 조조(晁錯)의 헌책을 받아들여 제후왕의 권력을 줄이는데 착수했고, 제후왕의 사소한 과실을 이유로 그들의 영지를 몰수하는 등 중앙집권 체제를 구축해 나갔다. 이에 반발한 제후왕이 몰래 연계, 기원전 154년 오왕 비를 중심으로 반란을 일으켰다(오초칠국의 난). 초기에는 반군이 우세했으나, 주아부(周亞夫)의 활약으로 반란은 진압되었다. 오초칠국의 난을 진압한 뒤 경제는 제후국의 승상을 폐지하는 대신 상(相, 제후상諸侯相)을 파견하여 통치하게 하고, 제후왕에게는 현지에서 징수되는 세만을 받았다. 당초 계획했던 제후왕의 권력 삭감에 성공한 것이다.

### 중앙집권 강화
오초칠국의 난 진압에 공을 세운 주아부는 이후 황태자 책봉을 둘러싼 갈등으로 승상에서 해임되고, 얼마 지나지 않아 경제의 측근 위관이 승상으로 임명되었다. 전한 최초로 황제의 측근이 승상으로 임명된 것은 종래 황제의 정책에도 제약을 가할 권력이 주어졌던 원훈(元勳)들과 그 일족에서만 임명되는 것이 불문율로 되어 있던 승상의 권력이 이때에 와서 크게 저하하고, 반대로 황제의 군력은 비약적으로 강화된 사실을 나타내고 있다.
그러나 현실적인 정치 대응력과는 반대로 내세와 불로불사에 대한 관심이 커지게 되었다. 경제의 능묘에서 발굴된 호화로운 부장품은 한조의 공식기록에 나오는 「질소검약(質素檢約)」과는 대치되는 것으로, 사망자에 대한 경제적 지출이 허용되었던 사치스러운 시대였음을 방증한다.
경제에게는 박황후가 난 적자가 없었다. 이에 태후 두씨는 경제의 아우인 양왕 무를 다음 황제로 세울 것을 청하였으나 경제는 거절하였다. 조모인 태황태후 박씨가 기원전 155년에 죽자, 기원전 151년, 경제는 황후 박씨를 「황실을 번성치 못한 죄」로 폐하고, 다음 황후로 가장 총애받던 후궁 율씨(栗氏)가 아닌 다른 후궁 왕씨를 황후로 간택하고 그녀의 소생인 철을 황태자로 삼았다.
재위 15년 째인 기원전 141년, 48세의 나이로 사망하였다.

## 가족관계
- 부 : 한 문제 유항
- 모 : 효문황후 두씨
- 황후 : 폐후 박씨 - 조모 효문태후 박씨의 친척으로 효문태후 사후에 폐출됨.
- 황후 : 효경황후 왕씨
  - 장녀 : 양신장공주(陽信長公主 ?~?) - 평양공주
  - 차녀 : 남궁공주(南宮公主 ?~?)
  - 3녀 : 융려공주(隆慮公主 ?~?)
  - 11남 : 무제 유철
- 후궁 : 율희
  - 장남 : 임강민왕 유영
  - 차남 : 하간헌왕 유덕
  - 3남 : 임강애왕 유알우
- 후궁 : 정희(程姬)
  - 4남 : 노공왕 유여
  - 5남 : 강도역왕 유비
  - 8남 : 교서우왕 유단
- 후궁 : 가부인(賈夫人)
  - 6남 : 조경숙왕 유팽조
  - 9남 : 중산정왕 유승 - 유비는 중산정왕의 방계 후손으로 알려져 있다.
- 후궁 : 당희(唐姬), 당아는 본디 정희의 시녀였다. 경제가 찾아온 날, 정희는 월경이 있어서 경제를 모실 수 없었고, 따라서 시녀인 당아를 들였는데, 그로 인해 유발을 낳았다.
  - 7남 : 장사정왕 유발
    - 5대손 : 후한 광무제 유수
- 후궁 : 왕부인 - 효경황후의 여동생
  - 10남 : 광천혜왕 유월
  - 12남 : 교동강왕 유기
  - 13남 : 청하애왕 유승
  - 14남 : 상산헌왕 유순

## 기년
| 경제 | 서력(西曆)                           | 간지(干支) | 기년(紀年)      |
| 원년 | 기원전 157년 10월 ~ 기원전 156년 9월 | 을유(乙酉) | 전원(前元) 원년 |
| 2년  | 기원전 156년 10월 ~ 기원전 155년 9월 | 병술(丙戌) | 전원(前元) 2년  |
| 3년  | 기원전 155년 10월 ~ 기원전 154년 9월 | 정해(丁亥) | 전원(前元) 3년  |
| 4년  | 기원전 154년 10월 ~ 기원전 153년 9월 | 무자(戊子) | 전원(前元) 4년  |
| 5년  | 기원전 153년 10월 ~ 기원전 152년 9월 | 기축(己丑) | 전원(前元) 5년  |
| 6년  | 기원전 152년 10월 ~ 기원전 151년 9월 | 경인(庚寅) | 전원(前元) 6년  |
| 7년  | 기원전 151년 10월 ~ 기원전 150년 9월 | 신묘(辛卯) | 전원(前元) 7년  |
| 8년  | 기원전 150년 10월 ~ 기원전 149년 9월 | 임진(壬辰) | 중원(中元) 원년 |
| 9년  | 기원전 149년 10월 ~ 기원전 148년 9월 | 계사(癸巳) | 중원(中元) 2년  |
| 10년 | 기원전 148년 10월 ~ 기원전 147년 9월 | 갑오(甲午) | 중원(中元) 3년  |
| 경제 | 서력(西曆)                           | 간지(干支) | 기년(紀年)      |
| 11년 | 기원전 147년 10월 ~ 기원전 146년 9월 | 을미(乙未) | 중원(中元) 4년  |
| 12년 | 기원전 146년 10월 ~ 기원전 145년 9월 | 병신(丙申) | 중원(中元) 5년  |
| 13년 | 기원전 145년 10월 ~ 기원전 144년 9월 | 정유(丁酉) | 중원(中元) 6년  |
| 14년 | 기원전 144년 10월 ~ 기원전 143년 9월 | 무술(戊戌) | 후원(後元) 원년 |
| 15년 | 기원전 143년 10월 ~ 기원전 142년 9월 | 기해(己亥) | 후원(後元) 2년  |
| 16년 | 기원전 142년 10월 ~ 기원전 141년 9월 | 경자(庚子) | 후원(後元) 3년  |

## 같이 보기
- 오초칠국의 난

| 전임 문제 유항 | 제6대 전한 황제 기원전 157년 - 기원전 141년 | 후임 무제 유철 |